# Тогмитова, Намжилма Ламхановна
Намжилма́ Ламха́новна Тогми́това — старший чабан совхоза «Удинский» Хоринского района Бурятской АССР, Герой Социалистического Труда.

## Биография
Родилась 8 марта 1932 года в селе Ульдурга (территория современного Еравнинского района Бурятии).
Животноводством занялась еще в школьные годы, помогая своим родителям. В 1959 году Тогмитова вместе с мужем приняли маточную отару овец.
Она первой в Хоринском районе создала сенокосы при своей отаре и через пару лет получила по 6 – 7 зародов доброкачественного сена.
Ежегодно, с 1966 по 1970 год Тогмитова получала в среднем по 104 ягнёнка от 100 овцематок, настригала по 3,5 килограмма шерсти с каждой овцы.
8 апреля 1971 года Указом Президиума Верховного Совета СССР за выдающиеся успехи в животноводстве Тогмитова Намжилма Ламхановна удостоена звания Героя Социалистического Труда.
Тогмитова избиралась делегатом XXIII съезда КПСС (1966). Была членом Бурятского обкома КПСС.
Вышла на пенсию в 1984 году. Проживает в улусе Баянгол Хоринского района.

## Награды и звания
- Герой Социалистического Труда (1971)
- Орден Ленина (1971)
- Орден «Знак Почёта» (1966)
- Медаль ВДНХ СССР
- Заслуженный животновод Бурятской АССР
- Почетный гражданин Республики Бурятия (2003)